# Samo Tomášik
Samuel Tomášik (pseudonymy Kozodolský, Tomášek) (8. února 1813, Jelšavská Teplica, nyní Gemerské Teplice, Uhersko – 10. září 1887, Chyžné) byl slovenský romantický spisovatel-prozaik a básník.

## Životopis
Vzdělání získal v Jelšavě a Gemeru, gymnázium navštěvoval v Rožňavě. Později pokračoval ve vzdělávání na lyceu v Kežmarku, Krakově a Wieliczke. Po ukončení studií pracoval dva roky jako vychovatel v Bánréve, když jeho otec onemocněl, vrátil se domů a po jeho smrti působil v Chyžném jako evangelický farář. Když v roce 1834 odjel do Německa, aby si doplnil vzdělání, v jeho farnosti ho zastupoval Samo Chalupka. V letech 1856–1860 se stal školním inspektorem a přičinil se o založení prvního slovenského gymnázia v Revúci.

## Tvorba
Svou tvorbou se řadí do meziobdobí mezi kollárovskou a štúrovskou generací. Začínal latinskou tvorbou (poezie), ale také se zajímal o lidovou tvorbu. Kromě latiny psal také česky a slovensky. V jeho tvorbě se velmi často objevuje výzva do boje za svobodu či spravedlnost, snaha dokázat důležitost slovenského národa v dějinách Uherska, nicméně věnoval se i básním satirickým, manželským, či na bázi lidové tvorby. Prostorově umísťuje svoje díla na území Muráně, resp. do gemerského regionu. Jeho díla se vyznačují zpěvností a lidovým jazykem, přičemž vícero z nich bylo zhudebněno nebo zlidovělo.

### Hymna Hej, Slované
Na Slovensku byla hymnou Slovenského státu (1939 - 1945), hymnou byla i v Jugoslávii, později v Srbsku a v Černé Hoře.

Vznik a osud diela Hej, Slované opisuje historik Eduard Chmelár:
| „                | Celá báseň vznikla vlastne náhodne a spontánne a pri jej písaní autor nemohol tušiť, aký význam bude mať pre nasledujúce generácie Slovákov, Čechov, Poliakov, Srbov, Chorvátov i Slovincov. Cestou na štúdiá do Nemecka sa 21-ročný Samko Tomášik zastavil u priateľov v Prahe. V Kutnej Hore do dostavníka pristúpila jedna dáma a on sa jej prihovoril po česky. Odsekla mu v nemčine, že u nich každý vzdelaný človek hovorí po nemecky a pohŕdavo sa na neho pozrela, ako to rozpráva... Tomášik bol z toho šokovaný. O pár dní išiel s Pavlom Jozefom Šafárikom, Františkom Palackým, Josefom Jungmanom a ďalšími mladými vlastencami do Českého divadla v Prahe. Predstavenie sa mu páčilo, ale zarazilo ho, že hľadisko bolo poloprázdne. Počas prechádzky mestom si všimol, že len zriedkakedy sa stretol s češtinou – na ulici, v hostincoch, obchodoch, všade bolo počuť nemčinu. Ďalej už nechajme prehovoriť samotného Sama Tomášika: „So skormútenou mysľou som sa ponáhľal do hostinca, uvažujúc: či by ozaj matička Praha, táto perla západného Slovanstva, mala byť pre nás stratená a mala by sa utopiť v mori nemeckom: a či by tak i moja drahá vlasť, to milé Slovensko, ktoré z Prahy dostáva svoj duchovný život, malo zaniknúť v cudzom mori? Nie, to nesmie byť, to sa stať nemôže!!!“ Vbehol do svojej izby, zapálil sviečku a spomenúc si na nápev poľskej piesne „Jeszcze Polska nie zginęla...“ spontánne „vyrazil z hlbín duše svojej“ všetky slohy piesne „Hej, Slováci!“: Bolo to 2. novembra 1834 vo večerných hodinách. V tej chvíli ju ešte nikto nepoznal, utajil ju aj pred českými priateľmi. Až v Berlíne rozdal jej text niekoľkým slovenským študentom. O dva roky neskôr ju už spievali štúrovci pri slávnej vychádzke na Devín. No až keď Gašpar Fejérpataky-Belopotocký uverejnil báseň vo svojom Novom i starom vlasteneckom kalendári z roku 1838, začala sa šíriť do celého slovanského sveta. V roku 1839 ju Jozef Miloslav Hurban priniesol opäť do Prahy a po jej nadšenom prijatí zmenili jej názov na „Hej, Slované!“ Zaznela aj pri založení spolku Tatrín v roku 1844. Osvojili si ju v Chorvátsku, Srbsku, Slovinsku, Rusku i na Ukrajine. Azda najväčšej pocty sa jej dostalo v roku 1848, keď sa stala hymnou Slovanského zjazdu v Prahe. Spievali ju spoločne Ľudovít Štúr, František Palacký i Michail Bakunin. Spievala sa aj na memorandovom zhromaždení v Martine v júni 1861 i pri založení Matice slovenskej v auguste 1863. Stala sa hymnou vojnového Slovenského štátu a v rokoch 1945 – 2006 bola hymnou Juhoslávie. | “ |
| — Eduard Chmelár | |   |

V parodickém filmu ji neúspěšne navrhl jako hymnu Habsburské monarchie i fiktivní hrdina Jára cimrman ležící, spící.

## 210. výročí narození
12. února 2023 uspořádala v Gemerských Teplicích Matice slovenská vzpomínková akce ze kterého vznikl i krátký dokumentární film. Článek připravila evangelická farářka Emília Emília Völgyiová a Tatiana Tomková z Domu Matice slovenské v Rožňavě. Připomněl si ho také časopisy Hlas lidu a Nové Slovo.

## Dílo
- 1888 – Básně a písně, souhrnné dílo
- 1834 – Hej, Slováci (původní název Na Slovany), hymnická píseň; později se pod názvem Hej, Slované stala neoficiální hymnou všeslovanského hnutí
- 1846 – Hladomra, první próza (pověst)
- 1864 – Bašovci na Muránskom zámku, povídka
- 1865 – Sečovci, veľmoži gemerskí, povídka
- 1867 – Vešelínovo dobytie Muráňa, povídka
- 1870 – Odboj Vešelínov, povídka
- 1873 – Malkotenti, povídka
- 1876 – Kuruci, povídka
- 1872 – Pamäti gemersko-malohotské, faktografická próza; dějiny Gemeru
- 1883 – Denkwürdigkeiten des Muranyer Schlosses, mit Bezug auf die Vaterländische Geschichte, faktografické dějiny Muráňského hradu
- Barón Trenck, vůdce pandurů, nedokončený román (jen rukopis)
- Svadba pod Kohoutem, drama (jen rukopis)
- Kolo Tatier čierňava, revoluční píseň
- Hej, pod Kriváňom (původně Hej, pod Muráňom), básnické dílo, které znárodnělo
- Ja som bača veľmi starý